# Jag har en dröm (musikalbum)
Jag har en dröm är ett studioalbum från 1990 av det svenska sångarparet Mia Marianne och Per Filip.

## Låtlista
1. Jag har en dröm (Bo Senter)
2. Elefantsången (Börje Carlsson-H.v.Hemert)
3. Alla är vi barn av moder jord (Keith Almgren-Mats Östling)
4. Byt bomber mot bröd (Per Filip)
5. Finn dig en väg (Jan Nyberg)
6. Änglamark (Evert Taube)
7. Sista natten (Lars Höglin-Gunnar Månsson)
8. Kom följ med (Esse Jansson-Per Filip)
9. Härlighetens land (Torild Jennehed)
10. Han rört vid mig (John H. Johnsson-Audrey Mieir)
11. Kom som du är till Gud (Per Filip)
12. Natten är borta (Per Filip)